# Červené Poříčí (zámek)
Zámek Červené Poříčí je ojedinělým příkladem stavby ve stylu saské renesance dochované v Plzeňském kraji. Je spravován Národním památkovým ústavem, územní památkovou správou v Českých Budějovicích. Zámek je památkově chráněn, v roce 2010 byl prohlášen národní kulturní památkou České republiky. V turistické sezóně je zámek přístupný veřejnosti.

## Historie
Poříčí se připomíná poprvé v roce 1318, kdy byl jeho majitelem Jaroslav z Poříčí, pravděpodobně příbuzný s Černíny a Švihovskými. Během častého střídání majitelů bylo Poříčí jeden čas připojeno k nedalekému Švihovu, v polovině 16. století je jako samostatný statek držel Jindřich Mladota, který zde nechal postavit tvrz. V letech 1569–1623 patřilo Poříčí Šicům z Drahenic, z nichž Mikuláš nechal v roce 1611 na místě tvrze postavit renesanční zámek.
Za účast na stavovském povstání ztratil Mikuláš II. Šic z Drahenic dvě třetiny majetku a Poříčí s dalšími třinácti vesnicemi koupil v roce 1623 císařský plukovník Filip Adam z Kronberku. Díky němu panství jeden čas neslo název Korunní Poříčí. Filip Adam padl v roce 1634 za třicetileté války a dědicem se stal jeho syn hrabě Otto z Kronberku (1629–1692), který zde trvale žil a také na zámku zemřel. Jeho dcery prodaly panství v roce 1709 císařskému generálovi Janu Jiřímu z Haubenu (1657–1717), který předtím koupil i hrad Roupov. Generál Hauben padl v tureckých válkách u Bělehradu a dědičkou Červeného Poříčí se stala dcera Františka (1697–1758), provdaná za bavorského šlechtice hraběte Maxmiliána Josefa z Toerring-Jettenbachu (1694–1769). V době Toerringů byl zámek naposledy trvale osídlen, vládl zde čilý společenský ruch a zajížděli sem hosté z řad šlechty ze sousedního Bavorska.
V roce 1763 koupil Poříčí v dražbě bavorský vévoda Klement František (1722–1770), který již v Čechách vlastnil Zákupy a Kácov. Koncem šedesátých let 18. století byl zámek stavebně upravován, ale Klement František ani jeho nástupce se zde již nezdržovali. V roce 1803 přešlo panství do majetku Habsburků a na základě rozhodnutí vídeňského kongresu bylo začleněno do tzv. zákupského vévodství jako doména pro Napoleona II. Po jeho předčasném úmrtí v roce 1832 zůstalo Poříčí trvale přímým majetkem císaře. Ze zámku bylo v roce 1829 odvezeno cenné zařízení a za Habsburků zde bylo jen sídlo správy velkostatku, který s rozlohou přes 3 000 hektarů půdy představoval významný hospodářský celek (kromě zemědělství to byl pivovar, mlýn, pila a lom na vápenec).
Všechen habsburský majetek byl po vzniku Československa zestátněn a Červené Poříčí připadlo Ústřednímu ředitelství státních lesů a ve správě lesních podniků zůstal zámek do roku 1997. Tehdy jej převzal Národní památkový ústav, který zahájil postupnou rekonstrukci.

## Popis
| Rok  | Počet návštěvníků |
| ---- | ----------------- |
| 2015 | 870               |
| 2016 | 2 441             |
| 2017 | 1 968             |

Vlastní zámek tvoří jednopatrová budova na obdélníkovém půdorysu s vysokou střechou, k severozápadnímu nároží je přistavěná polygonální věž. Severně od hlavní zámecké budovy přiléhá jednopatrové předzámčí, které je pozůstatkem původní tvrze a na půdorysu písmene L obklopuje částečně uzavřené nádvoří. V době bavorských vévodů byla v předzámčí proražena mohutná ozdobná brána z vesnice na nádvoří. Tehdy byla také upravena francouzská zahrada s altánem. Ještě v 18. století vedla z předzámčí přes silnici krytá chodba do sousední kaple Nejsvětějšího Srdce Páně postavené za Jana Jiřího z Haubenu. Všechny stavební úpravy respektovaly původní dispozice a charakter zámku, a protože od 18. století byl obýván již jen jen výjimečně, dochoval se vzácně v původní renesanční podobě.
Po převzetí zámku do správy Národního památkového ústavu byly v letech 2007–2012 opraveny střechy a následovala obnova zahrad.

## Současnost
Dnes zámek nabízí návštěvníkům jednu hlavní prohlídkovou trasu vedoucí skrz hlavní zámecký trakt. Prezentuje interiéry zámku zdevastované působením předešlých majitelů. Jelikož je celý prohlídkový okruh zatím bez mobiliáře, soustřeďuje se pozornost zejména na stropní freskovou výzdobu, štuky, sbírku soch či původní dochované kachlové kamna. Na další návštěvnické sezóny plánuje správa zámku otevření nového prohlídkového okruhu.

## Galerie

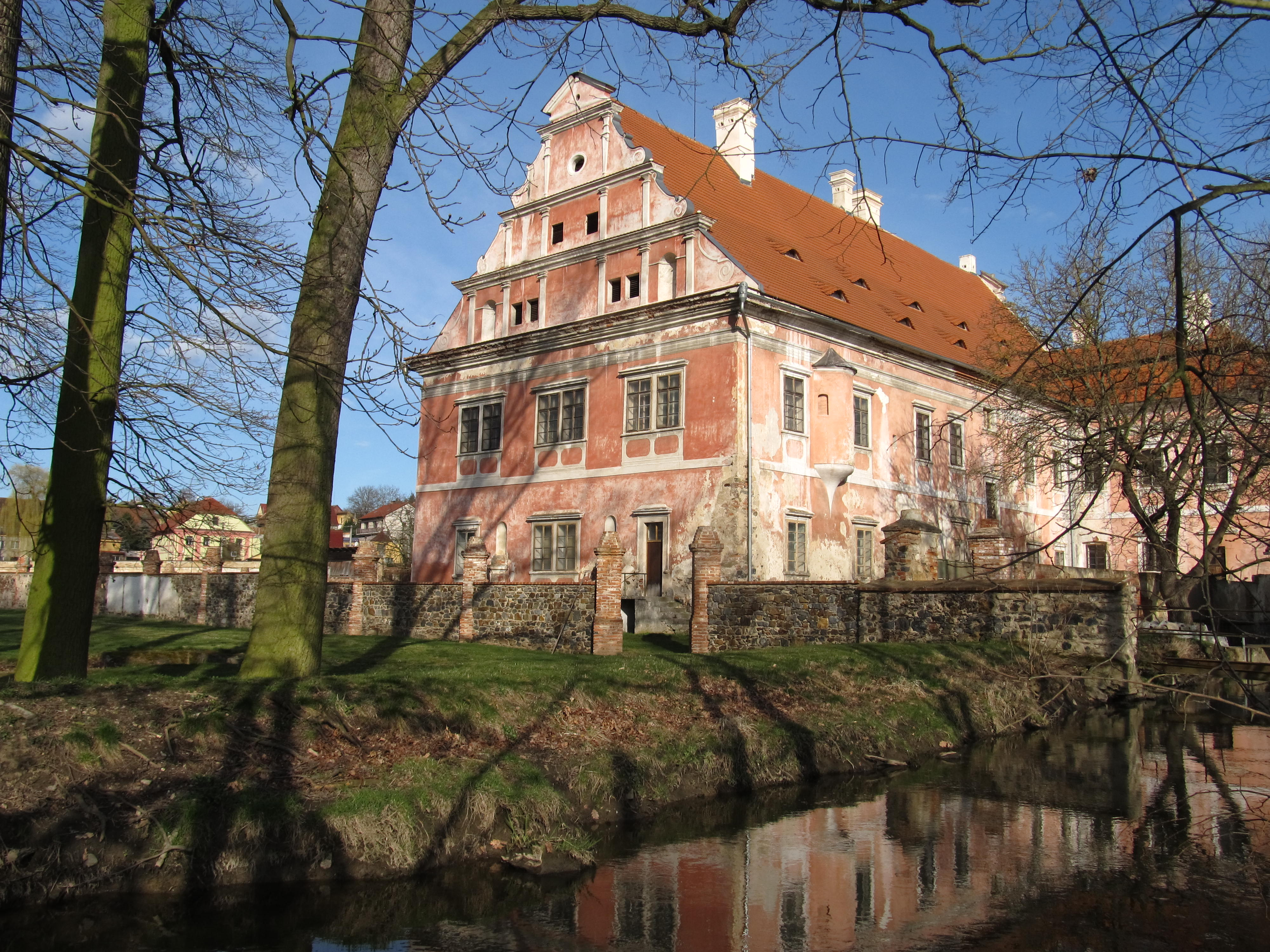
Hlavní budova zámku
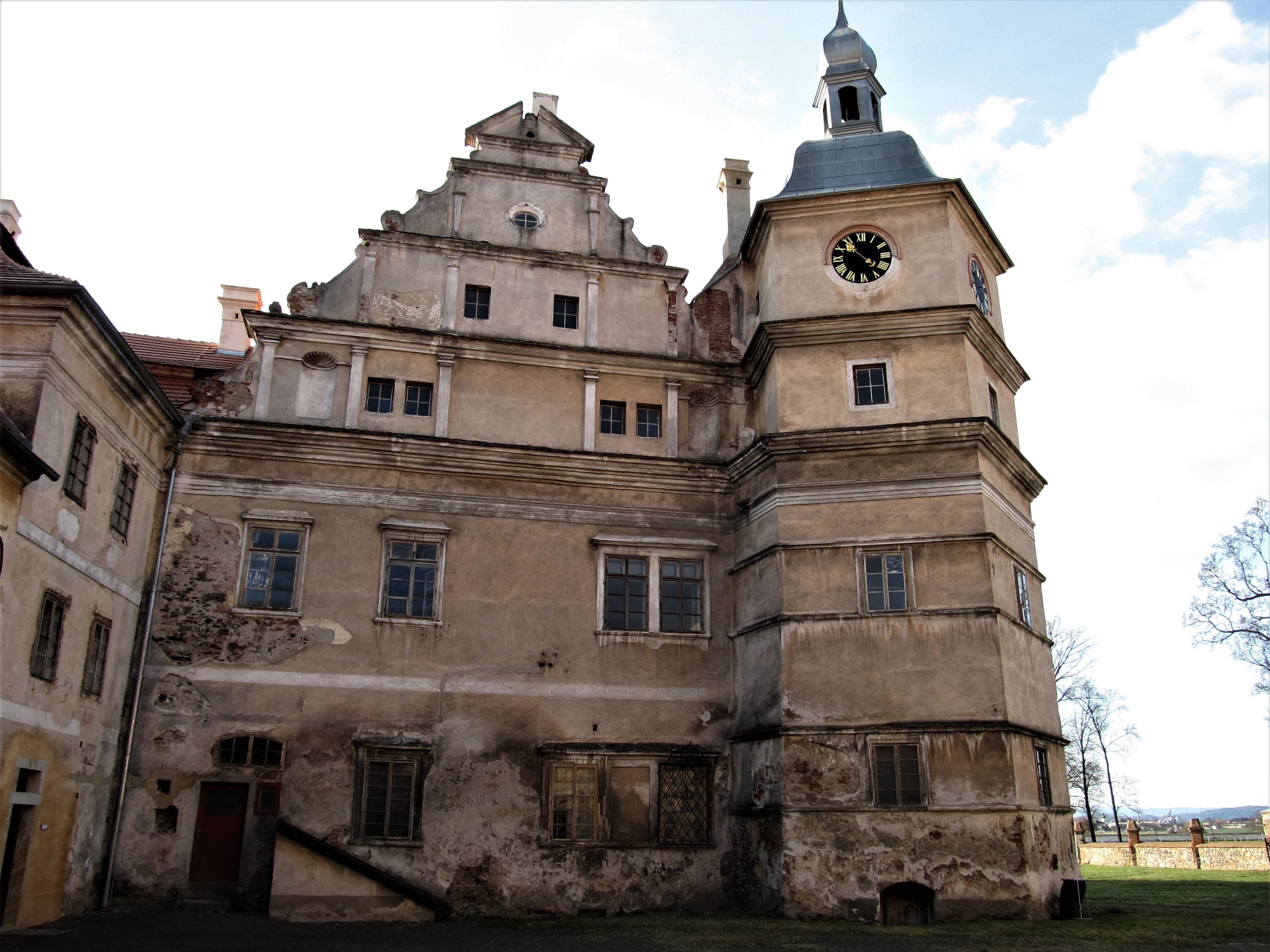
Nádvoří zámku s věží
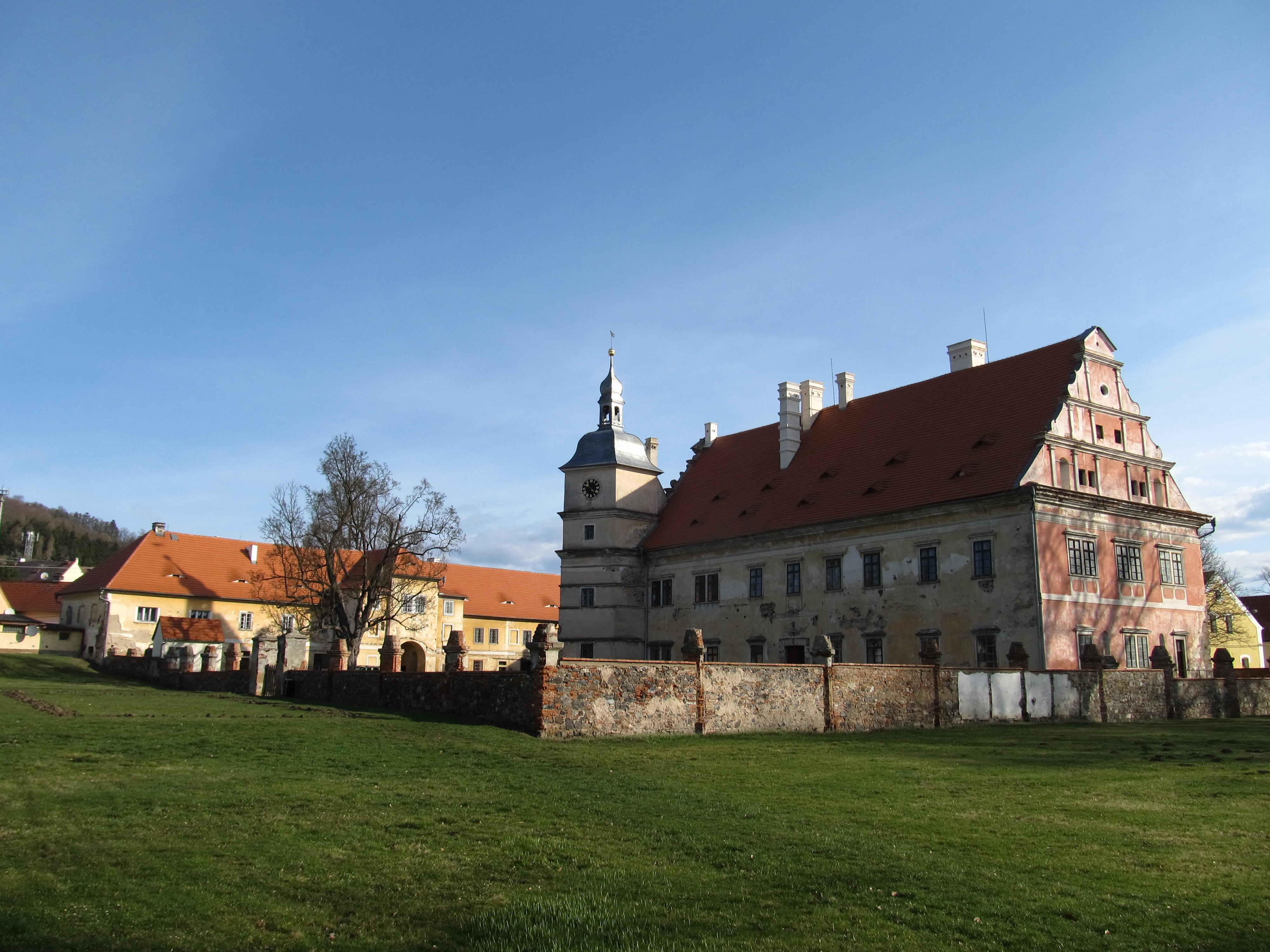
Celkový pohled od silnice do Švihova
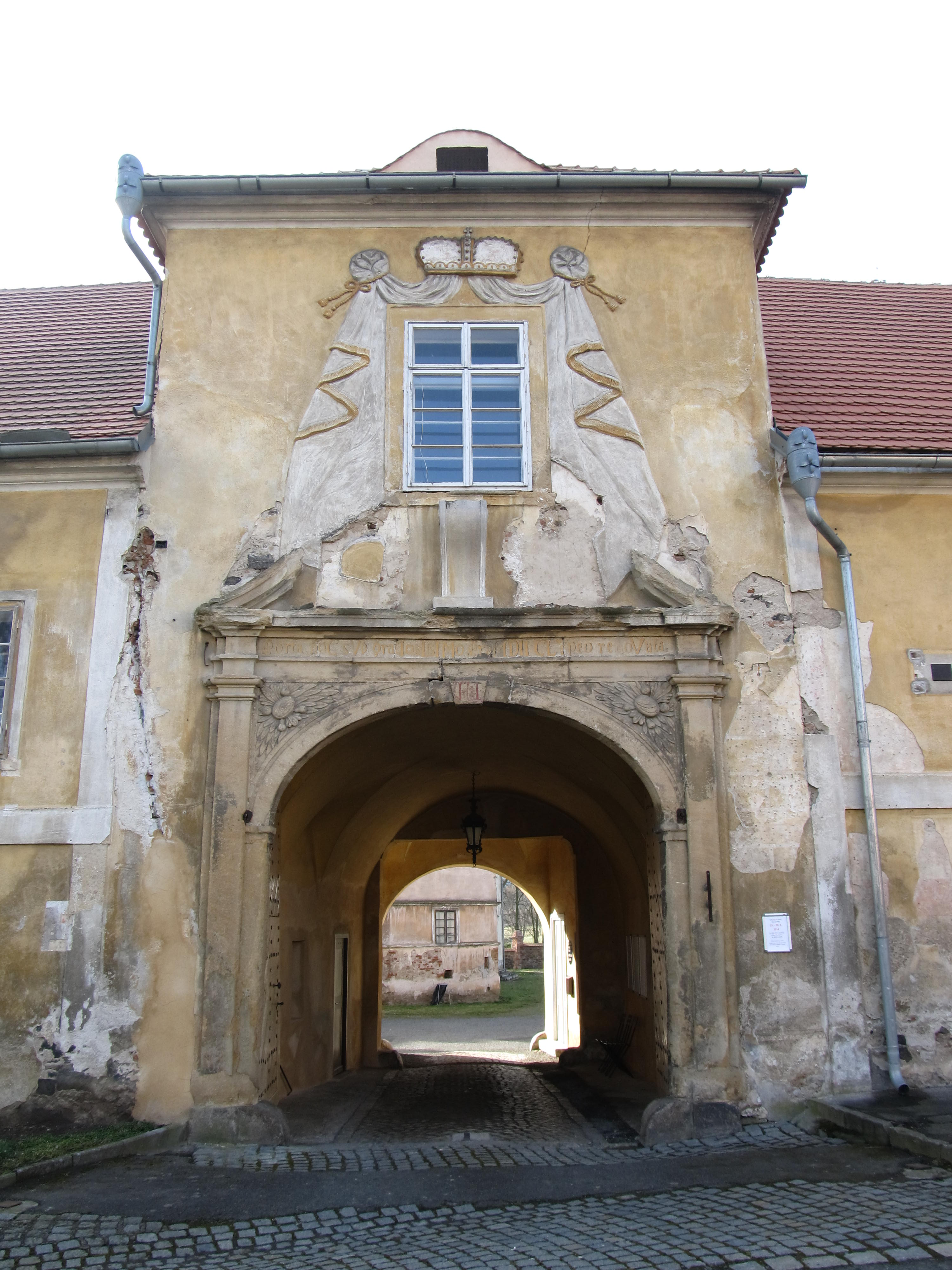
Vstupní brána
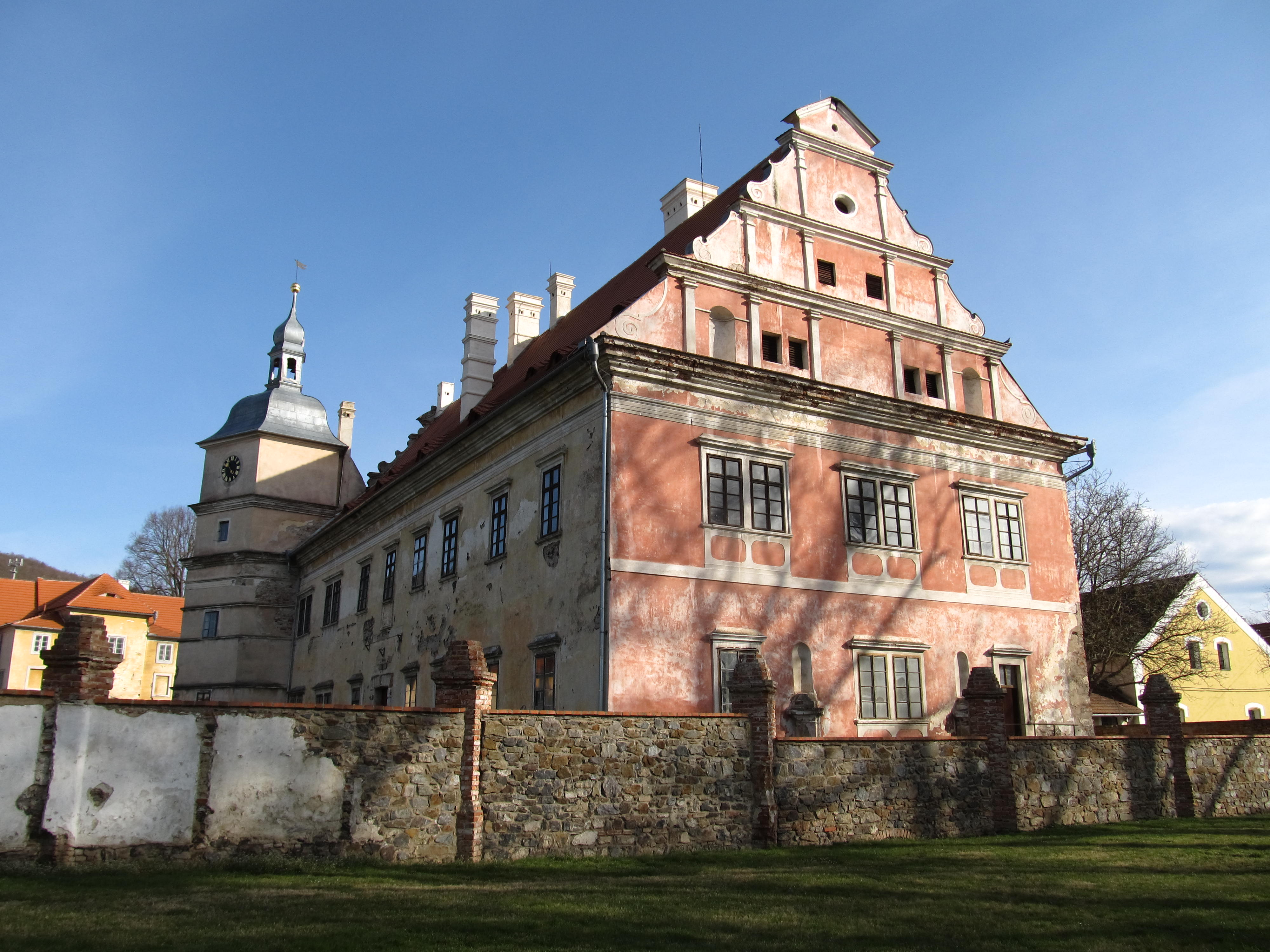
Pohled na zámek ze zahrady